# Кендарі
Кендарі — місто в Індонезії. Знаходиться на острові Сулавесі. Столиця провінції Південно-Східний Сулавесі.

## Клімат
Місто знаходиться у зоні, котра характеризується вологим тропічним кліматом. Найтепліший місяць — листопад із середньою температурою 28.3 °C (83 °F). Найхолодніший місяць — червень, із середньою температурою 26.1 °С (79 °F).
| Клімат Кендарі          | Клімат Кендарі | Клімат Кендарі | Клімат Кендарі | Клімат Кендарі | Клімат Кендарі | Клімат Кендарі | Клімат Кендарі | Клімат Кендарі | Клімат Кендарі | Клімат Кендарі | Клімат Кендарі | Клімат Кендарі | Клімат Кендарі |
| Показник                | Січ.           | Лют.           | Бер.           | Квіт.          | Трав.          | Черв.          | Лип.           | Серп.          | Вер.           | Жовт.          | Лист.          | Груд.          | Рік            |
| Абсолютний максимум, °C | 38             | 33             | 41             | 33             | 33             | 32             | 42             | 37             | 37             | 36             | 36             | 37             | 42             |
| Середній максимум, °C   | 30             | 29             | 30             | 29             | 28             | 27             | 27             | 28             | 29             | 31             | 31             | 30             | 29             |
| Середня температура, °C | 27             | 27             | 27             | 27             | 27             | 26             | 26             | 26             | 26             | 27             | 28             | 28             | 27             |
| Середній мінімум, °C    | 25             | 25             | 25             | 25             | 25             | 24             | 23             | 23             | 23             | 25             | 25             | 25             | 25             |
| Абсолютний мінімум, °C  | 19             | 21             | 21             | 22             | 21             | 20             | 17             | 17             | 17             | 17             | 20             | 22             | 17             |
| Норма опадів, мм        | 200            | 190            | 220            | 200            | 210            | 210            | 130            | 80             | 60             | 40             | 80             | 170            | 1690           |
| ----------------------- | -------------- | -------------- | -------------- | -------------- | -------------- | -------------- | -------------- | -------------- | -------------- | -------------- | -------------- | -------------- | -------------- |
| Джерело: Weatherbase    |                |                |                |                |                |                |                |                |                |                |                |                |                |

## Цікаво
У серпні 2006 року в Кендарі був зафіксований випадок зараження людиною пташиним грипом. Ним виявився місцевий таксист.

## Адміністративно-територіальний устрій
Місто спочатку складалася з чотирьох райони (kecamatan) — Мандонга, Баруга, Поасія і Кендарі — тепер розділена на десять округ, що наведені в таблиці згідно з переписом 2010 року.
| Назва                           | Населення Перепис 2010 |
| ------------------------------- | ---------------------- |
| Мандонга                        | 36,163                 |
| Баруга                          | 19,368                 |
| Пуувату                         | 27,749                 |
| Кадія                           | 39,244                 |
| Вуа-Вуа                         | 24,407                 |
| Поасія                          | 24,977                 |
| Абелі                           | 22,438                 |
| Камбу                           | 27,135                 |
| Кендарі                         | 25,557                 |
| Кендарі-Барат (Західне Кендарі) | 42,928                 |